# Марин II (герцог Неаполя)
Марин II Неаполитанский (итал. Marino II Napoli; умер в 992) — герцог Неаполя в 968—992 годах, сын и преемник Иоанна III.
Правление Марина II ознаменовалось возвращением к про-византийской политике. В 970 году Марин II поклялся в верности Византии и совместно с византийской армией участвовал в осаде Капуи. Поход принёс Марину II большую добычу. В 974 году Марин II, в союзе с амальфитанцами, пытался свергнуть салернского князя Гизульфа I, но потерпел неудачу.
4 ноября 981 года Неаполь посетил западный император Оттон II, что показывает, что в последние годы Марин II стал отходить от своей про-византийской политики.
Марин II умер в 992 году, его трон унаследовал сын Сергий III.

## Дети
- Сергий III (умер в 997/999) — герцог Неаполя в 992—997/999 годах.